# Warren (Vorname)
Warren ist ein englischsprachiger männlicher Vorname mit der Bedeutung „Wächter“ (englisch warden), der überwiegend in den USA auftritt.

## Namensträger
- Warren Abeshouse (* 1952), australischer Komponist
- Warren Adler (1927–2019), US-amerikanischer Schriftsteller
- Warren Akin senior (1811–1877), US-amerikanischer Jurist und Politiker
- Warren Allmand (1932–2016), kanadischer Jurist und Politiker
- Warren Barguil (* 1991), französischer Radrennfahrer
- Warren Beatty (* 1937), US-amerikanischer Schauspieler
- Warren A. Bechtel (1872–1933), US-amerikanischer Bauunternehmer und Ingenieur sowie Gründer der Bechtel Corporation
- Warren Brown (* 1978), britischer Schauspieler
- Warren Buffett (* 1930), US-amerikanischer Investor
- Warren Chivers (1914–2006), US-amerikanischer Skilangläufer und Nordischer Kombinierer
- Warren Christopher (1925–2011), US-amerikanischer Politiker
- Warren DeMartini (* 1963), US-amerikanischer Gitarrist
- Warren Evans (≈1910–1959), US-amerikanischer Jazz- und R&B-Sänger
- Warren Frost (1925–2017), US-amerikanischer Schauspieler und Theaterregisseur
- Warren G (* 1970), US-amerikanischer Rapper und Musikproduzent
- Warren A. Haggott (1864–1958), US-amerikanischer Politiker
- Warren Hastings (1732–1818), britischer Politiker und Gouverneur in Ostindien
- Warren Joyner, US-amerikanischer Doo-Wop-Sänger und Songwriter
- Warren King (* 1955), australischer Snookerspieler
- Warren Kole (* 1977), US-amerikanischer Schauspieler
- Warren Lavorel (1935–2011), US-amerikanischer Diplomat
- Warren Lockhart (1940–2012), US-amerikanischer Filmproduzent
- Warren Luckey (1920–2005), US-amerikanischer Jazz- und R&B-Saxophonist
- Warren Moon (* 1956), US-amerikanischer American-Football- und Canadian-Football-Spieler
- Warren Neidel (* 1980), namibischer Fußballspieler
- Warren Oates (1928–1982), US-amerikanischer Schauspieler
- Warren R. Porter (1861–1927), US-amerikanischer Politiker
- Warren Robinett (* 1951), US-amerikanischer Computerspiele-Designer
- Warren Simpson (≈1922–1980), australischer Snookerspieler
- Warren Allen Smith (1921–2017), US-amerikanischer Autor, Humanist und LGBT-Aktivist
- Warren Sprout (1874–1945), US-amerikanischer Sportschütze
- Warren A. Stephens (* 1957), US-amerikanischer Geschäftsmann
- Warren Tufts (1925–1982), US-amerikanischer Cartoonist, Comiczeichner und -autor
- Warren Upham (1850–1934), US-amerikanischer Geologe
- Warren Vanders (1930–2009), US-amerikanischer Schauspieler
- Warren M. Washington (1936–2024), US-amerikanischer Meteorologe und Pionier in der Entwicklung globaler Klimamodelle
- Warren Weaver (1894–1978), US-amerikanischer Mathematiker
- Warren Zevon (1947–2003), US-amerikanischer Rock-’n’-Roll-Musiker und Songwriter